# ハスルール
サウジアラビアの運動家なら、もしかして
- ハズルール

ではありませんか？